# Everode
Everode è una frazione del comune tedesco di Freden (Leine), in Bassa Sassonia. 
Everode costituì un comune autonomo fino al 1º novembre 2016.